# Ixodes amarali
Ixodes amarali este o specie de căpușe din genul Ixodes, familia Ixodidae, descrisă de Fonseca în anul 1935. Conform Catalogue of Life specia Ixodes amarali nu are subspecii cunoscute.